# Mouhamet Diouf
Mouhamet Rassoul Diouf (Dakar, Senegal; 10 de septiembre de 2001) es un baloncestista senegalés, con nacionalidad italiana, que pertenece a la plantilla del Virtus Bologna de la Lega Basket Serie A italiana. Con 2,08 metros de estatura, juega en la posición de pívot.

## Trayectoria deportiva
Diouf nació en Dakar, Senegal y se formó en la cantera del Pallacanestro Reggiana con el que llegó a debutar en Lega Basket Serie A en la temporada 2018-19.
En la temporada 2022-23, con el Pallacanestro Reggiana promedia 6 puntos y 3,2 rebotes en la Lega Basket Serie A.
El 5 de julio de 2023, firma por el Club Baloncesto Breogán de la Liga Endesa.
En julio de 2024, regresó a Italia, firmando con el Virtus Bologna, donde debutó en la Euroliga. Después de llegar primero en la temporada del campeonato nacional, el Virtus eliminó al Reyer Venezia por 3-2 y a su archirrival Olimpia Milano por 3-1, llegaron a su quinta final consecutiva. Derrotaron al Pallacanestro Brescia por 3-0 y se alzaron con el título del campeonato italiano por decimoséptima vez.

### Selección nacional
Diouf representó a la Selección de baloncesto de Italia en el Campeonato FIBA Europa Sub-20 de 2021. El 26 de noviembre de 2021, realizaría su debut con la selección absoluta para disputar un encuentro ante Rusia de las ventanas FIBA.
Durante agosto y septiembre de 2023 fue integrante de la selección de Italia que participó en el Mundial de 2023 celebrado en Asia, y que finalizó en octavo lugar.